# Gwiazdowo (Sławno)
Gwiazdowo [ɡvjazˈdɔvɔ] (deutsch Quäsdow, bis 1928 Groß Quäsdow) ist ein Dorf in der polnischen Woiwodschaft Westpommern und gehört zur Landgemeinde Sławno (Schlawe) im Powiat Sławieński (Kreis Sławno).

## Geographische Lage
Das Bauerndorf Gwiazdowo liegt sieben Kilometer südöstlich von Sławno an der Grenze zwischen den Woiwodschaften Westpommern und Pommern (ehemals Grenze zwischen den Landkreisen Schlawe und Rummelsburg). Von der Woiwodschaftsstraße 205 (Richtung Bobolice (Bublitz)) zweigt in Pomiłowo (Marienthal) eine Nebenstraße Richtung Łętowo (Lantow) ab, auf der nach wenigen Kilometern Gwiazdowo zu erreichen ist. Der Ort ist Bahnstation an der PKP-Strecke Nr. 418 von Darłowo (Rügenwalde) über Sławno nach Korzybie (Zollbrück). Die Station liegt etwa zwei Kilometer entfernt am Rand des Tals der Wieprza (Wipper).
Gwiazdowo liegt in einer leichten Mulde an dem nord-südlich verlaufenden Höhenrücken von 60 Metern über NN., dessen bewaldete Hänge nach Westen zum Urstromtal der Rakówka (Krebsbach) und nach Norden zum Urstromtal der Wieprza auf etwa 20 Meter abfallen.
Nachbarorte von Gwiazdowo sind: im Westen Kwasowo (Quatzow), im Norden jenseits der Wieprza Tychowo (Wendisch Tychow), im Osten und Süden Żukowo (Suckow) mit Brzeście (Hohenzollerndorf) und Dąbrowiec (Bornemannshof).

## Ortsname
Die Bezeichnung Quäsdow wird seit alters her unverändert gebraucht. Sie soll wendischer Herkunft sein. Seit dem Mittelalter wurde zwischen Groß und Klein Quäsdow (bis 1945 ein Ortsteil von Quäsdow) unterschieden. Die Gemeindebezeichnung Quäsdow für Groß Quäsdow wurde erst 1928 eingeführt.
Die polnische Namensgebung nimmt auf das Wort gwiazda = Stern Bezug. Der Ortsname Gwiazdowo kommt in Polen drei Mal vor.

## Geschichte
Ähnlich wie die Nachbargemeinden Lantow (heute polnisch Łętowo) und Suckow (Żukowo) dürfte Quäsdow ursprünglich im Besitz des Johanniterordens gewesen sein. Dann aber gehörte es der Familie von Bonin, als deren Angehöriger 1390 Tetzlav Bonin auf Lantow mit 40 Pferden in den Dienst des Deutschen Ordens tritt. Nach 1486 war Quäsdow kurzzeitig im Besitz der Familie von Massow.
Im Jahre 1506 erhielt der pommersche Kanzler und herzogliche Vogt zu Rügenwalde die Hälfte von Franzen (Wrząca), Egsow (Kczewo), Kummerzin (Komorczyn), Dubberzin (Dobrzęcino) und Groß Schlönwitz (Słonowice) im Tausch die Dörfer Wendisch Tychow (Tychowo) und Quäsdow.
Um 1652 wird kurzzeitig als Lehnsinhaber Henning von Stücke aus Reblin auf Klein Quäsdow genannt, der es wohl von seiner Mutter – eine Geborene von Kleist aus Wendisch Tychow – geerbt hatte. Um 1680/90 erbte bzw. kaufte Adam von Podewils auf Krangen (Krąg) durch seine Ehe mit Clara von Zitzewitz die ganze Zitzwitzsche Herrschaft Varzin (Warcino), zu der auch Groß und Klein Quäsdow gehörten. Nach Heirat mit der Gräfin Auguste Friederike von Podewils kam der spätere Graf Werner von Blumenthal 1805 in den Besitz, wobei sein Sohn 1874 die Herrschaft Jannewitz (Janiewice) mit Suckow, Lantow, Groß und Klein Quäsdow an Karl Anton Fürst von Hohenzollern-Sigmaringen verkaufte. Die Fürsten veräußerten 1931 die landwirtschaftlichen Flächen der Herrschaft (darunter Groß Quäsdow mit 402 Hektar und Klein Quäsdow mit 68 Hektar) an die Pommersche Siedlungsgesellschaft zwecks Aufsiedelung.
Im Jahre 1818 lebten in Groß Quäsdow 86 Einwohner, 1885 waren es 305, und im Jahre 1939 (mit Klein Quäsdow) 450.
Im März 1945 drangen Truppen der Roten Armee in das Dorf ein. Einige Einwohner waren vorher geflohen, wurden jedoch zur Heimkehr gezwungen. Mitte 1945 übernahmen Polen die deutschen Höfe, und am 23. und 24. Mai 1946 erfolgte die Ausweisung der meisten deutschen Familien.
Bis 1945 war Quäsdow mit Jannewitz, Lantow und Suckow zum Amts- und Standesamtsbezirk Suckow im Amtsgerichtsbereich Schlawe vereinigt. Es gehörte zum Landkreis Schlawe i. Pom. im Regierungsbezirk Köslin der preußischen Provinz Pommern. Seit 1945 ist Gwiazdowo in polnischer Hand und heute ein Ortsteil der Landgemeinde Sławno im Powiat Sławieński der Woiwodschaft Westpommern (bis 1998 Woiwodschaft Słupsk).

### Ortsgliederung vor 1945
Zur Gemeinde Quäsdow gehörten bis 1945 drei Ortschaften bzw. Wohnplätze:
1. Klein Quäsdow (polnisch: Gwiazdówko), ehemaliger, aufgesiedelter Gutshof mit Fürstlich Hohenzollernscher Försterei, mit einigen Waldarbeiterhäusern. Auf dem Gutshof hatte sich eine Fabrik für Beschläge installiert. In Klein Quäsdow lebten 1818 nur 29 Einwohner, ihre Zahl stieg 1905 auf 90, nach 1928 nach Quäsdow eingemeindet
2. Quäsdow (Bahnhof), Bahnstation an der Reichsbahnstrecke Nr. 111q (1940) Rügenwalde–Schlawe–Zollbrück, am Rand des Wippertals gelegen, unmittelbar nördlich von Klein Quäsdow, dessen polnische Bezeichnung „Gwiazdówko“ der PKP-Bahnhof bis zum Rückbau der Schienen und Aufgabe der Strecke trug.
3. Quäsdow (Dampfsägewerk), ehemaliges Sägewerk, in den 30er Jahren des 20. Jahrhunderts durch Blitzschlag zerstört

## Kirche
Vor 1945 war die Einwohnerschaft von Quäsdow überwiegend evangelischer Konfession. Das Dorf gehörte mit Jannewitz, Lantow und Suckow zum Kirchspiel Suckow, und die Suckower Dorfkirche war das zentrale Gotteshaus. Das Kirchspiel gehörte zum Kirchenkreis Schlawe in der Kirchenprovinz Pommern der Kirche der Altpreußischen Union.
Die wenigen römisch-katholischen Bewohner besuchten vor 1945 ihre Pfarrkirche, die 1928 erbaute St.-Antonius-Kirche in Schlawe. Als nach 1945 der katholische Bevölkerungsanteil stark anstieg, blieb es bis 1957 noch bei der Regelung. Dann jedoch wurde in Żukowo (Suckow) eine eigene Pfarrgemeinde errichtet, deren Kirche nun – wie vor 1945 bei den Evangelischen – zentrales Gotteshaus der Katholiken wurde. Sie gehört zum Dekanat Sławno im Bistum Köslin-Kolberg der Katholischen Kirche in Polen.
Heute in Gwiazdowo lebende evangelische Einwohner sind Gemeindeglieder des Kirchspiels Koszalin (Köslin) in der Diözese Pommern-Großpolen der Evangelisch-Augsburgischen Kirche in Polen.

## Schule
In Quäsdow gab es vor 1945 eine einklassige Volksschule. Letzter deutscher Lehrer war Walter Damitz.
Gwiazdowo hat auch heute eine Schule.